# Башкирская гимназия-интернат № 2 имени Ахметзаки Валиди
Башкирская гимназия-интернат № 2 имени Ахметзаки Валиди — муниципальное общеобразовательное бюджетное учреждение города Ишимбая. Ранее имело статус республиканского интерната.
В стенах БГИ им. Ахметзаки Валиди проходят регулярно научно-практическая конференция «Валидовские чтения»
Неоднократный победитель и призёр соревнований «Чудо-шашки». В БРГИ действует филиал СДСЮШОР по шашкам.

## История
В быстро растущем поселке нефтяников на берегу Белой здание школы для детей буровиков начали возводить 29 июля 1932 года на Геологической улице. Школа была изначально многонациональной, здесь были русские, башкирские и татарские классы. Была открыта и школа для казахских детей. В 1935 году на противоположной стороне улицы в деревянном бараке была основана новая неполная башкирская школа. Кирпичное здание школы было построено 1937 году, школа стала называться средней школой № 3. Это была первая школа в Ишимбае с центральным отоплением и водоснабжением. Первым директором школы был Арсланов Ибрагим Гарифович. 1937 году директором школы был назначен Бурангулов Фахрей Тагирович. В 1940 году башкирская школа перешла от латинского алфавита к кириллице.
22 июня 1941 года в средней школе № 3 состоялся первый выпуск. Директор школы не отменил прощальный вечер для выпускников. 11 учителей и учащиеся старших классов ушли на фронт. Многие из них погибли, в том числе бывший директор школы Мусин Вахит Мухаметович.
В годы войны в школе № 1 и в школе№ 3(двухэтажном здании школы) находился госпиталь № 2606 для раненых советских солдат .Его начальником был майор медицинской службы М. В. Пеняев. Врачами работали И. В. Борисов, Г. М. Чернов, М. И. Мелицын, Т. К. Жакина, а медицинскими сестрами — Воробьева, Дунина, Корсакова, Шарафутдинова. В 1944-46 годах — эвакогоспиталь № 5920 для военнопленных (немцев, чехов, венгров и т. д.). Занятия велись в деревянном здании.
До ухода на фронт директорами школы в 1941-1942 гг. работали Хисматуллин Г. Г. и Туктамышев М. Ф. В 1942—1949 годах обязанности директора школы были возложены на учителя математики Нагаеву Мафтуху Гиниятовну, которая сделала многое для сохранения контингента учащихся, организовывала подвоз учащихся из близлежащих деревень и поселков, обеспечение их одеждой.
В 1949—1955 годах директором школы был Максютов Лябиб Абдуллович, в 1955-1958 гг.- Мухутдинов Рашит Гирфанович. В эти годы большое внимание уделялось изучению естественных наук, особенно биологии. В пришкольном участке учащиеся занимались селекционной работой. В 1952 году учащиеся школы под руководством учителя биологии Хакбердина Хусаина Габбасович участвовали во Всесоюзной выставке достижений народного хозяйства в г. Москве и получили золотую медаль.
В 1957—1958 годах школа перешла на преподавание основных предметов на башкирском языке. В 1958—1966 годах директором школы был Хисматуллин Габдрахман Габитович. В 1959 году усилиями директора школы и учащихся в школе был построен спортзал.
В соответствии с решением Совета Министров Башкирской АССР в июле 1961 года школа была преобразована в среднюю школу-интернат № 2. В эти годы были построены: общежитие на 400 мест, в 1964 году к школе было пристроено трехтажное здание. С 1960—1961 года до 1964 года была введена 11-классная система обучения, а с 1964 года снова вводится 10-классная система.
С 1992 года была преобразована в Башкирскую республиканскую гимназию-интернат № 2 им. Ахметзаки Валиди. В 2012 году к школе присоединена средняя школа № 8. Гимназия потеряла республиканский статус и получила нынешнее название — «Башкирская гимназия- интернат № 2 имени Ахметзаки Валиди».
В 1992 году в гимназии был создан кабинет арабского языка. Для него посольства Саудовской Аравии в Дамаске и в Мекке предоставили три типа полнокомплектных программ с учебниками по арабскому языку. Также кабинет получал книги и печатные издания от Кувейтской дипмиссии в Москве и учебники средних школ от посла Иордании и установил связь с Исламским культурным центром России в Москве.

## Музей
В 1993 году был открыт школьный музей. В 2006 году он стал победителем в номинации «За сохранность историко-культурного наследия» на республиканском конкурсе музеев, посвященном 450-летию вхождения Башкирии в состав России и награждён дипломом министерства культуры и национальной политики Республики Башкортостан.

## Ученики
- Тамара Тансыккужина-чемпион мира по шашкам
- Риф Мифтахов- поэт, автор текстов популярных песен
- Асия Смакова- певица
- Танзиля Хисамова- актриса
- Суфия Курбангалеева- Сафиуллина
- Аксан Хамидуллин-Герой Социалистического труда, нефтяник
- Марат Хамидуллин- Герой Социалистического труда, нефтяник
- Наиль Кутлугильдин- генеральный директор ОАО Салаваторгсинтез
- Риф Исянов- предприниматель,  общественный деятель
- Фирдаус Баширова- поэтесса, государственный деятель
- Баязит Галимов- доктор философских наук, профессор, проректор БГУ
- Рим Янгужин- доктор исторических наук, профессор
- Хусаин Мажитов- оперный певец, народный артист Башкирской АССР